# Ріо-нелл-Ельба
Ріо-нелл-Ельба (італ. Rio nell'Elba) — муніципалітет в Італії, у регіоні Тоскана,  провінція Ліворно.
Ріо-нелл-Ельба розташоване на відстані близько 200 км на північний захід від Рима, 130 км на південний захід від Флоренції, 85 км на південь від Ліворно.
Населення — 1180 осіб (2014).
Щорічний фестиваль відбувається 25 липня. Покровитель — San Giacomo.

## Демографія
Населення за роками:

Станом на 31 грудня 2014 року в муніципалітеті офіційно проживали 124 іноземці з 23 країн, серед них 46 громадян країн Євросоюзу та 12 громадян України.

## Сусідні муніципалітети
- Порто-Аццурро
- Портоферрайо
- Ріо-Марина